# Chiesa di San Martino Vescovo (Conselice)
La chiesa arcipretale di San Martino Vescovo è la parrocchiale di Conselice, in provincia di Ravenna e diocesi di Imola; fa parte del vicariato della Bassa Pianura.

## Storia
La primitiva chiesa di Conselice fu edificata nell'XI secolo in stile romanico.
All'inizio del XIX secolo si decise di demolire questo edificio poiché versava in pessime condizioni e i muri erano collabenti e di far sorgere al sui posto una nuova chiesa. L'attuale parrocchiale venne costruita nel 1820 su progetto di Giuseppe Magistretti.
La struttura dovete essere sottoposta nel 1850 ad un intervento di restauro a causa dell'instabilità del terreno; la consacrazione fu impartita il 13 giugno 1869.
Nel 1928 la chiesa venne restaurata, abbellita e decorata dal ferrarese Augusto Pagliarini.
Nel 1943 fu posato il pavimento alla veneziana, poi sostituito da uno nuovo nel 2011.

## Descrizione

### Esterno
La facciata a salienti della chiesa, tripartita da quattro lesene dotate di capitelli ionici, sorreggenti dal timpano, presenta nella parte centrale il portale d'ingresso, sovrastato da un'epigrafe dedicatoria, e una finestra di forma semicircolare. Al termine della scalinata di accesso è stato posto nel 2004 un monumento dedicato a don Francesco Gianstefani, indimenticato parroco di Conselice dal 1928 al 1962. La statua, in bronzo, ritrae il parroco con a fianco la bicicletta, che inforcava tutte le mattine per recarsi dai suoi parrocchiani.

### Interno
L'interno si compone di un'unica navata voltata a botte, sulla quale si affacciano sei cappelle laterali. 
Qui sono conservate diverse opere di pregio, tra cui vi sono la pala con i Santi Martino e Patrizio, eseguita da Martino Vacchi nei primi decenni del XIX secolo, la raffigurazione della Madonna con bambino dormiente, realizzata nel XVIII secolo da un ignoto artista di scuola bolognese, il fonte battesimale del Quattrocento, la seicentesca statua lignea della Madonna Immacolata col Bambino e il dipinto ad olio che rappresenta i 15 misteri del Rosario.